# Acanthocyclops gordani
Acanthocyclops gordani – gatunek widłonoga z rodziny Cyclopidae. Nazwa naukowa gatunku została po raz pierwszy opublikowana w 1971 roku przez macedońskiego biologa Trajana Kirila Petkowskiego z Prirodonaucen Muzej na Makedonija (maced. Природонаучен музеј на Македонија) w Skopje.